# Cybaeus basarukini
Cybaeus basarukini är en spindelart som beskrevs av Yuri M. Marusik och Dmitri Viktorovich Logunov 1991. Cybaeus basarukini ingår i släktet Cybaeus och familjen vattenspindlar. Inga underarter finns listade i Catalogue of Life.